# Rostraria cristata
Rostraria cristata (rabo de zorra) es una planta anual, especie de hierbas que es nativa de Eurasia y ampliamente naturalizada en otras áreas.

## Descripción
Planta anual de porte herbáceo que alcanza una altura de entre 8 a 40 cm. Cañas solitarias, o cespitosas, que pueden estar erectas, o recostadas. 
Hojas sobre todo básicas. La ligula es una membrana ciliada de 1 milímetro de largo. Las hojas son láminas planas de 2.5 a 15 cm de largo y de 1.5 a 8 milímetros de ancho, flácidas y glabras, o pubescentes en la superficie. 
Inflorescencia en panículo espiciforme, linear, o lanceolado; continuo, o interrumpido de 1.5 a 10 cm de largo y de 0.6 a 1.6 cm de ancho. Panículo ramificado liso, o escaberuleo. Espiguillas solitarias. 
Las espiguillas fértiles pediceladas, con pedicelos oblongos, que abarcan de 3 a 8 floretes fértiles; con los floretes disminuidos en el ápice. Espiguillas oblongas, comprimidas  lateralmente de 3 a 7 milímetros de largo, con fractura hacia arriba en la madurez, desarticulándose debajo de cada florete fértil. Entrenudos de raquis definidos y pubescentes. 
Glumas persistentes, similares, alcanzando el ápice de los floretes, o más corto que la espiguilla, similar al lema fértil en textura, brillante y enorme. Bajo la gluma lanceolada de 2 a 3 milímetros de largo y 0.7 longitud de la gluma superior, membranosa sin las quillas y veteada. Bajo la gluma las venas laterales ausentes. Bajos de la gluma glabros, o puberulos superficiales. Bajo el ápice de la gluma es acuminado. Gluma superior elíptica de 3 a 4 milímetros de largo y 1 cm de longitud del lema fértil adyacente, que es membranoso, veteado, con los márgenes hialinos, sin las quillas. Superficie superior de la gluma glabra, o puberulosa. Ápice superior de la gluma agudo. 
El lema de los floretes fértiles es oblongo en perfil de 3 a 4 milímetros de largo, membranoso, muy deluente en los márgenes y brillante, con 5 venas. El lema superficial liso, o tuberculado; glabro, o pubescente. Ápice del lema obtuso, o agudo; mucronado, o con aristas. Arista principal del lema apical, o subapical; cubierta de 0 a 3  milímetros de largo. Una gran palea. Quillas de palea escaberuleas. Floretes apicales estériles que se asemejan sin embargo a fértiles subdesarrollados. 
Las flores con 3 anteras de 0.3 milímetros de longitud. Ovario glabro. 
Su época de floración es de marzo a mayo.

## Hábitat
Terrenos incultos de suelos llanos y poco profundos, cunetas, campos de cultivo o claros de carrascal.
En alturas entre 60 a 1500 metros

## Taxonomía
Rostraria cristata fue descrita por  (L.) Tzvelev y publicado en Novosti Sistematiki Vysshchikh Rastenii 7: 47. 1970[1971].
Sinonimia